# Schillo Verlag
Der Schillo Verlag ist ein von Thomas Schillo 2006 im Münchner Westend gegründeter Kleinverlag, der sich auf die Förderung regionaler Autoren spezialisiert hat. Neben Belletristik publiziert der Schillo Verlag vor allem Kinder- und Jugendliteratur und Lyrik, aber auch Flugschriften, Essays, Kunstbücher und Kochbücher.
Die Subverlage Verlag in der Lindenstraße und Kunst- und Textwerk Verlag wurden 2016 im Schillo Verlag zusammengeführt.
Seit 2018 ist der Schillo Verlag Mitglied im Zusammenschluss der Münchner Buchmacher und nahm beim Münchner indiebookday 2018 teil.
Ferner ist der Verlag Mitglied im Börsenverein des Deutschen Buchhandels.

## Auszeichnungen
- Bayerns Beste Independent-Bücher für Bea Michl und Emil Bach: Auf ein Maoam mit Otto, 2022[4]
- Verlagsprämie des Freistaats Bayern für Reinhard Ammer: Tanz der Vokale, 2023[5]
- Longlist der Hotlist für Reinhard Ammer: Tanz der Vokale, 2024[6]
- Verlagsprämie des Freistaats Bayern für Delschad Numan Khorschid: Nirgendwo ist mein Zuhause, 2024[7]

## Publikationen (Auswahl)
- 2006: Kordeo und die Möwe von Peter B. Heim, Kinderbuch
- 2008: Das Geheimnis von Castel del Monte: Kunst und Politik im Spiegel der staufischen „Burg“. 10 Jahre Weltkulturerbe von Rolf Legler, Taschenbuch
- 2008: Beckford von Norbert Entfellner, Roman
- 2009: Geisterreigen von Lothar Götter und Thomas Vogl, Bilder und Gedichte
- 2009: Der Mond doziert und Venus trinkt ein Bier – Gedichte aus 30 Jahren von Herman Gfaller, Gedichte
- 2009: Schlafboote von Bettina Joswig und Barbara Bux, Gedichte und Zeichnungen
- 2010: Der Uhu sagt von Thomas Vogl, Kinderbuch
- 2013: Danton Denk Raum – (R)EVOLUTION Programm Regie-Buch, Gestaltet von Büro Mirko Borsche
- 2014: Herzzreissn von Reinhard Ammer und Fabrizzio Gianucci, Hörbuch
- 2014: Der Exot von Jean-Charles Dessertaine, Roman
- 2015: Ausweglos von Beat Schliep, Roman
- 2016: Kochen mit Paola – ein toskanischer Traum von Paola Färber, Kochbuch
- 2016: Ein halbes Lichtjahr[8] von Hannah Buchholz, Lyrikband
- 2016: Heimat Fragezeichen[9] von Reinhard Ammer, Flugschrift
- 2017: Mit Texten II Deutsch Übungsbuch von Beat Schliep, Sprachbuch
- 2017: Liebe Aliens[10] von Philipp Dettmer, Kinder- und Jugendbuch
- 2017: Herzweise – 100 Gedichte der Gegenwart[11] von Simone Lucia Birkner, Sandra Blume, Hannah Buchholz, Diana Jahr & A.M. Perezano, Gedichtband
- 2017 Oskar der innere Schweinehund von Reinhard Ammer und Natalia Zurakowska, Kinderbuch